# Lethal Kalongi
William Silva Júnior, mais conhecido como Lethal Kalongi, ou simplesmente Lethal (Goiânia, 20 de janeiro de 1978), é um rapper brasileiro, que hoje segue em carreira solo. Célebre por misturar o dancehall com o hip hop, é considerado um dos pioneiros dos gêneros na Região Centro-Oeste do Brasil. Lethal foi membro dos extintos grupos de rap Testemunha Ocular e Ragga Rural.
Em Goiânia, mesmo com o sertanejo como estilo musical predominante, o rapper consegue destaque no eixo alternativo da capital. Com referências a nome de ruas, setores e comida típica da cidade como pamonha e pequí o grupo se caracteriza pelos elementos de cultura regional.
Diferente de muitos nativos, o rapper que se autodenomina rimador pequizeiro enfatiza as características físicas e da linguagem muitas vezes são atribuídas de forma pejorativa aos goianos. “Nós temos o pé rachado”; “Somos caipiras”; “Usamos chapéu”.
Além disso, muitas letras estão fundadas na crítica pesada à política local, como, por exemplo, a faixa “Coronelismo” do disco “Apruma-te”, que deprecia a trajetória da vida pública em Goiás do ex-prefeito e governador Iris Rezende, de seu irmão Antoniel Machado e do ex-governador e hoje senador Marconi Perillo.

## Biografia
William nasceu e cresceu, em uma família de crença evangélica, onde sofreu preconceito e discriminação desde cedo pelo gosto por rap.
Surgiu no hip hop no final da década de 1980, quando surgiram os primeiros grupos de breakdance em Goiânia. Apesar de tentar seguir inicialmente carreira como dançarino, Lethal se interessou e decidiu ser cantor após ouvir o disco Cultura De Rua. Desde então, já lançou quatro álbuns de estúdio (Três deles pelo grupo Testemunha Ocular e um pelo Ragga Rural)  e participou de diversas coletâneas da banca VMG, incluindo a mixtape Eutanásia e a Hospício do Rap (2012).

## Carreira

### Garotos da Cidade do Break
Em 1992, formou seu primeiro grupo de rap, chamado Garotos da Cidade do Break, que não alcançou o sucesso, durando apenas dois anos.

### Testemunha Ocular
Em 1994, com 16 anos, superando o fracasso do primeiro grupo, formou o Testemunha Ocular – que também contou com Pr. Jhow, Dablyw MC e DJ Magrão na primeira formação - abrindo assim as portas para o início da sua carreira artística em 1999..
O grupo Testemunha Ocular emplacou seu sucesso em 1999, com o lançamento do seu primeiro álbum, chamado Bate-Cabeça do Cerrado.
Durante o lançamento do disco Bate-Cabeça do Cerrado, Lethal foi para São Paulo realizar um show, e morou na cidade por seis meses no bairro Jaraguá.
Durante sua moradia, conheceu os rappers Sabotage, Xis, KL Jay (Racionais MC's), Negro Útil e DJ Negro Rico, Dina Di, Sandrão, Helião, Negra Li, DJ Cia (do RZO).

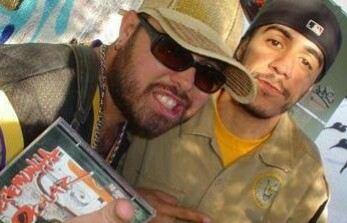
Marcelo D2 e Lethal Kalongi no lançamento do disco Frutos da Rua.

Em 2002, durante sua passagem pela Lapa, conheceu Marcelo D2, ex-vocalista da grupo Planet Hemp. A parceria com Marcelo D2 ajudou na carreira de Lethal, que foi convidado para gravar uma música em setembro de 2003, depois intitulada "União Enfumaçada". Um ano depois, foi convidado para abrir um show do Marcelo D2 em Goiânia na boate Boate Pulse Club & Lounge. Lethal foi o principal parceiro de Marcelo D2, até o final de 2007, quando perderam contato após o rapper carioca ter emplacado succeso.
A faixa "União Enfumaçada", saiu no segundo álbum do grupo Testemunha Ocular, Frutos da Rua (2003), com formação dos MC'S Lethal Kalongi e Claudim. Esse álbum também contou com a participação de Paulo Napoli, fundador da Academia Brasileira de Rimas, na faixa "Dom Divino".
Além dessas duas grandes parcerias, Lethal também participou da Xistape 2 , com a música Kizomba, mixtape lançada pelo rapper Xis.
Em 2004, o grupo participou da trilha sonora de um curta-metragem de Eládio de Sá, chamado A Caverna, que concorreu ao Festival Internacional de Cinema e Vídeo Ambiental (FICA), que ocorreu na cidade de Goiás Velho.
Lançou em 2006, o último álbum do grupo, intitulado Apruma-te, que marcou o fim do Testemunha Ocular, em atividade durante 13 anos, sendo o primeiro grupo a lançar um CD de Rap Independente na região.
Em 2010, o antigo Testemunha Ocular decidiu realizar um novo e último trabalho, ao ser convidado para fazer a trilha sonora da peça teatral intitulada Envelopes - Cia Nu Escuro - com direção de Izabela Nascente.

### Ragga Rural
Em 2007, o Ragga Rural, iniciado em 1997, foi além de uma brincadeira e de uma grande amizade colegial entre os rappers Lethal e Kaverna Man e tornou-se, de fato, a primeira banda de raggamuffin e dancehall do Centro-Oeste. Lançaram, então, seu primeiro CD, Slackness Rural Styla, onde as músicas misturam regionalismo, conteúdo sexista, protesto e humor, agradando um público diversificado.

### VMG
Ao lado de LP Bronx, Charlão, Pr. Jhow, Domba e Mortão, fundou por volta de 2005, a gravadora VMG (Acrônimo de Vagabundagem Mil Grau), que hoje conta com diversos MCs de Goiás e de outros estados do Brasil. Lethal participou de duas coletâneas da VMG: Eutanásia (2008) e Hospício do Rap (2012) e, dentro da gravadora, ganhou o apelido de "Mestre dos Magos", pelo seu estilo único e místico.

### Carreira Solo
Ao lado de U-Inversu, membro do grupo de rap Familia RZO, lançou em 2008, a "sextape" Terapia Sexual, que teve como principal sucesso a música "Ana Carolina". As músicas da Sextape eram chamadas pelos críticos de "PornoRap", o que causou grande impacto aos ouvintes de rap/hip hop.

## Discografia
| Ano  | Álbum                                       |
| ---- | ------------------------------------------- |
| 1999 | Bate-Cabeça do Cerrado - Testemunha Ocular  |
| 2003 | Frutos da Rua – Testemunha Ocular           |
| 2006 | Apruma-te – Testemunha Ocular               |
| 2007 | Slackness Rural Styla – Ragga Rural         |
| 2008 | Sextape Terapia Sexual – Lethal & U-Inversu |